# 杰斐遜鈍口螈
杰斐遜鈍口螈（学名：Ambystoma jeffersonianum）是美國東北部、安大略省中部及南部和魁北克西南部特有的一種鈍口螈科。其名字是為紀念賓夕法尼亞州的華盛頓與杰斐遜學院（Washington and Jefferson College）。
杰斐遜鈍口螈的背部一般呈深灰色、褐色或黑色，腹部顏色較淺。一些的兩側會有銀色或藍色的斑點。牠們幼長，鼻子闊，腳趾很長，約有11-18厘米長。
杰斐遜鈍口螈是會築巢的，所以有發育良好的肺部。牠們是夜間活動的，但在交配季節時，在日間也可以見到牠們。牠們會於剛溶雪後的初春開始交配。

## 棲息地
杰斐遜鈍口螈傾向躲在石頭或樹底、葉堆及其他落葉樹下的叢林。可能是因太乾旱及尖刺會傷害牠們，所以很少會在針葉林內出沒。牠們會在地底下築巢，在乾旱或結冰的日子會留在巢中。在較北的地區，牠們必須鑽到最少18吋的地底下才能避開結冰線來生存。牠們也會在肥沃的沙質土壤中築巢。
杰斐遜鈍口螈在雨季開始後，就會很快遷到繁殖地區。繁殖區域一般都接近過冬的地方，會是沒有魚的池塘及春池。一些池塘可能距離牠們居住的森林達幾百米遠。
杰斐遜鈍口螈在安大略省是春天最早出來活動的兩棲類之一，可以見到牠們走過仍未溶解的冰上。雄螈是最先出來，雌螈緊接其後。牠們的頭上有一些孔隙，內含一些白色液體，估計牠們是會在走過的路上留下氣味。

## 繁殖
杰斐遜鈍口螈會在水中的樹枝或池塘邊上產卵。每次約有5-60顆卵，平均30顆。牠們何時開始繁殖及繁殖的頻率也都不明，一般估計雌螈約於22個月大就開始繁殖，雄螈則要34個月大。卵的生長速度很快，15天就會孵化。幼蟲會留在池塘中2-4個月，期間會生長達3-8倍大。
杰斐遜鈍口螈天生有一種獨特的繁殖策略。以往相信牠們與藍點蠑螈是會混種出銀色鈍口螈及特氏鈍口螈，但在實驗室中卻發現牠們之間是不會繁殖的。基因測試發現銀色鈍口螈及特氏鈍口螈是多倍體的雌螈（只有2%的雄螈能夠存活，且是不育的）。銀色鈍口螈及特氏鈍口螈一般會有兩組來自杰斐遜鈍口螈及一組來自藍點蠑螈的染色體，組成「LJJ」基因型。在溫暖季節時，當多倍體雌螈與純種的雄性杰斐遜鈍口螈交配時，杰斐遜鈍口螈的染色體就會進入卵中，這個「LJ」二倍體或「LJJ」三倍體的卵加上這個染色體就會分別得出「LJJ」或「LJJJ」的後代。到了寒冷季節時，「LJ」或「LJJ」雌螈與雄性杰斐遜鈍口螈交配後，只可借其精子引發自我複製。

## 食物
杰斐遜鈍口螈的幼蟲是肉食性的，一般會吃水生的無脊椎動物。若沒有足夠的食物供應，牠們會變成同類相食。成年都是肉食性的，吃多種細小的無脊椎動物。

## 外部連結
- 國際自然保護聯盟所述的分佈圖 （页面存档备份，存于）
- Environment Canada （页面存档备份，存于）
- Amphibians of Canada
- US Geological Survey
- Ohio History Central （页面存档备份，存于）
- 杰斐遜鈍口螈的遺傳資料 （页面存档备份，存于）